# Holmesville (Ohio)
Holmesville es una villa ubicada en el condado de Holmes en el estado estadounidense de Ohio. En el Censo de 2010 tenía una población de 372 habitantes y una densidad poblacional de 616,44 personas por km².

## Geografía
Holmesville se encuentra ubicada en las coordenadas 40°37′43″N 81°55′24″O / 40.62861, -81.92333. Según la Oficina del Censo de los Estados Unidos, Holmesville tiene una superficie total de 0.6 km², de la cual 0.59 km² corresponden a tierra firme y (3%) 0.02 km² es agua.

## Demografía
Según el censo de 2010, había 372 personas residiendo en Holmesville. La densidad de población era de 616,44 hab./km². De los 372 habitantes, Holmesville estaba compuesto por el 98.66% blancos, el 0% eran afroamericanos, el 0% eran amerindios, el 0.27% eran asiáticos, el 0% eran isleños del Pacífico, el 0% eran de otras razas y el 1.08% pertenecían a dos o más razas. Del total de la población el 0.27% eran hispanos o latinos de cualquier raza.